# Агесак
Агесак (фр. Aguessac) насеље је и општина у јужној Француској у региону Миди Пирене, у департману Аверон која припада префектури Мијо.
По подацима из 2011. године у општини је живело 872 становника, а густина насељености је износила 49,43 становника/km². Општина се простире на површини од 17,64 km². Налази се на средњој надморској висини од 372 метара (максималној 869 m, а минималној 367 m).

## Демографија
| 1962. | 1968. | 1975. | 1982. | 1990. | 1999. | 2011. |
| ----- | ----- | ----- | ----- | ----- | ----- | ----- |
| 687   | 709   | 714   | 615   | 811   | 833   | 872   |

График промене броја становника у току последњих година